# Yamaha hangszerek listája

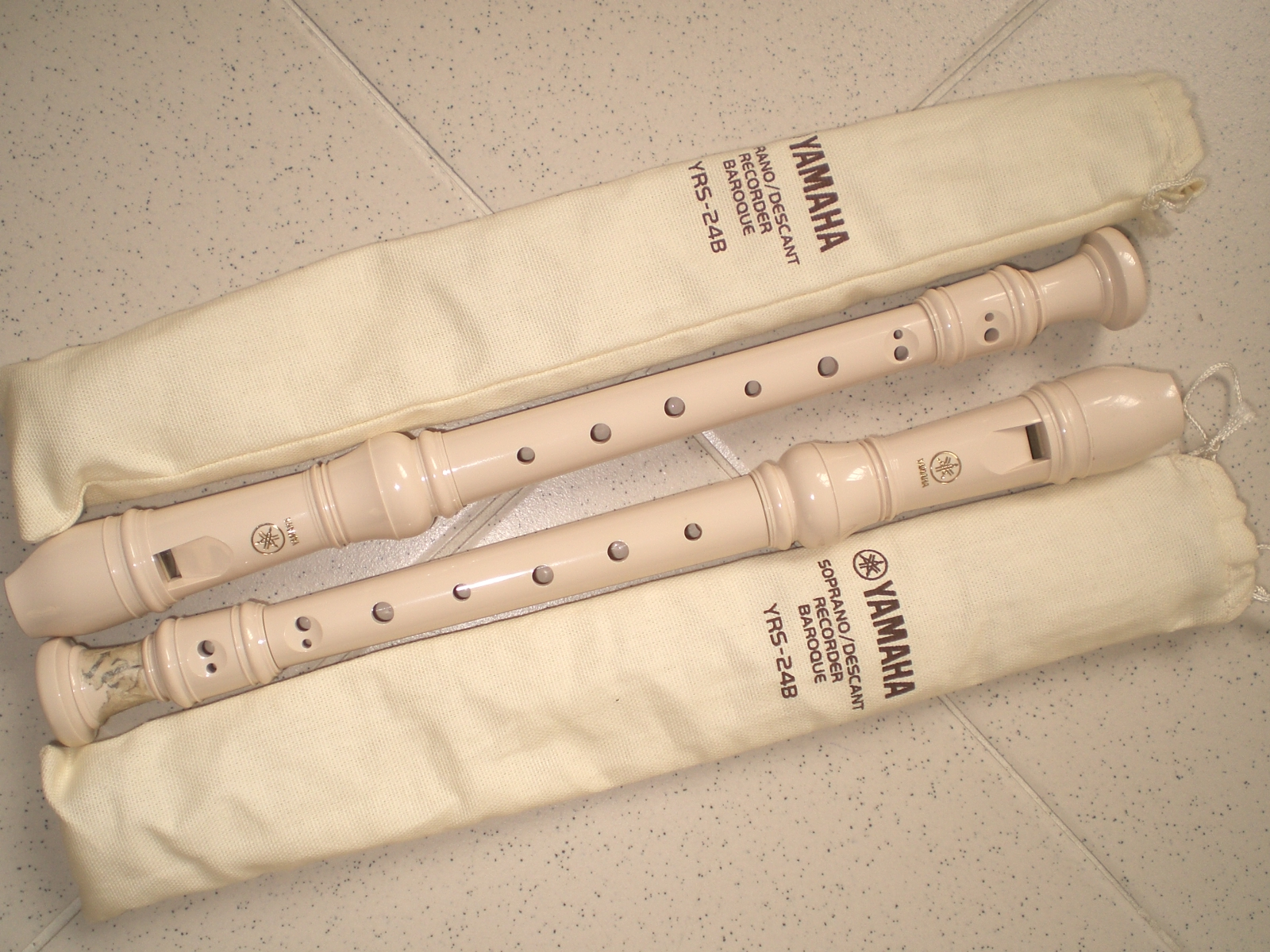
Yamaha furulyák

## Hangszerek

### Akusztikus hangszerek
Függőleges húrozású zongorák
- M1
- M450
- M475
- M500
- DP22M3
- DP600M3
- T116
- T121
- U1
- U2
- U3
- U5

Hangversenyzongorák
- GB1
- GC1
- GC1FP
- GC1G
- C1
- C2
- C3
- C5
- C6
- C7
- CFIIIS
- S4
- S6

Játékzongorák
- Disklavier

Gitárok
- C-40 (Nylon húr klasszikus)
- CG-100A (Nylon húr klasszikus)
- F-310 (Acél húr akusztikus)

Ütőhangszerek
- Yamaha Drums

Húros hangszerek
Rézfúvósok
- YTR-2320S (Silver-Plated Intermediate-Level Bb Trumpet)
- YTR-232 (Brass Intermediate-Level Bb Trumpet)

Szopránszaxofonok
- YSS-475II
- YSS-675
- YSS-875EX

Altszaxofonok
- YAS-23
- YAS-275
- YAS-475
- YAS-62II
- YAS-82Z
- YAS-875EX

Tenorszaxofonok
- YTS-23
- YAS-275
- YTS-475
- YTS-62II
- YTS-82Z
- YTS-875EX

Baritonszaxofonok
- YBS-52
- YBS-62

Fuvolák
- YFL211S
- YFL221S
- YFL261S
- YFL281S
- YFL311S
- YFL411
- YFL481/H
- YFL584/H
- YFL774/H

Klarinétok
- Advantage
- 34
- 150
- 250
- 350
- 450
- 850
- 1050

### Elektromos hangszerek
Elektromos hangversenyzongorák
- CP-80
- CP-70
- CP-70B
- CP-70M
- CP-60M
- PF-1000
- PF-500
- P-140/140S
- P-120/120S
- P-70/70S
- P-60/60S

Elektromos gitárok
- AE sorozat
  - AE-11
  - AE-12
  - AE-18
  - AE-1200
  - AE-1200S2
  - AE-1200T
  - AE-1500
  - AE-2000
  - AE500
- AES sorozat
  - AES1500/AES1500B
- AEX sorozat
  - AEX500N2
  - AEX1500
- EG sorozat
  - EG-012
  - EG-112
  - EG-303
- LP (Lord Player) sorozat
- PAC (Pacifica) sorozat
  - PAC012
  - PAC112J
  - PAC112JL
  - PAC112V
  - PAC412V
  - PAC612V
  - PAC812V
  - PAC904
  - PAC1511MS (Mike Stern Signature)
- Yamaha RGX
- RGZ Series
- SA (Super Axe) sorozat
  - SA-5/SA-5B
  - SA-15/SA-15D
  - SA-17
  - SA-20/SA-20B
  - SA-30/SA-30T
  - SA-50/SA-50B
  - SA-60
  - SA-70/SA-70B
  - SA-75
  - SA-90
  - SA-700
  - SA-900
  - SA-1000
  - SA-1100
  - SA-1200S
  - SA-1300
  - SA-1800
  - SA-2000/SA-2000S
  - SA-2100II
  - SA-2500
  - SA-RR
  - SA500
  - SA503 TVL
  - SA2200
- SAS sorozat
  - SAS-II
  - SAS-1500
- SB sorozat
  - SB-1C
  - SB-2
  - SB-2A
  - SB-5A
  - SB-7A
  - SB-30
  - SB-50
  - SB-55
  - SB-70
  - SB-75
  - SB-500/SB-500S
  - SB-600
  - SB-700
  - SB-800/SB-800S
  - SB-1200S
- SC sorozat
  - SC-700
  - SC-800
  - SC-1000
  - SC-1200
  - SC-3000
  - SC-5000
  - SC-7000
- SE sorozat
  - SE-110
  - SE-1212
  - SE-150
  - SE-200
  - SE-203
  - SE-211
  - SE-250
  - SE-300
  - SE-300H
  - SE-350
  - SE-350H
  - SE-603M
  - SE-612
  - SE-612A
  - SE-700HE
  - SE-700M
  - SE-903A
- SF sorozat
  - SF-500
  - SF-600
  - SF-700
  - SF-1000
  - SF-3000
  - SF-5000
  - SF-7000
  - SF550
- SG sorozat
  - SG-2
  - SG-2A
  - SG-2C
  - SG-3/SG-3C
  - SG-5
  - SG-5A
  - SG-7
  - SG-7A
  - SG-12A
  - SG-25S/SG-25T
  - SG-30
  - SG-30A
  - SG-35
  - SG-35A
  - SG-40
  - SG-45
  - SG-50
  - SG-60
  - SG-65
  - SG-70
  - SG-80
  - SG-85
  - SG-175
  - SG-175B
  - SG-200
  - SG-500
  - SG-510
  - SG-600
  - SG-700
  - SG-710T
  - SG-800
  - SG-800S
  - SG-1000-24
  - SG-1000L
  - SG-1000N
  - SG-1000NW
  - SG-1000X
  - SG-1000XU
  - SG-1000XY
  - SG-1300
  - SG-1300-24
  - SG-1300T
  - SG-1300TS
  - SG-1500
  - SG-1600
  - SG-1966
  - SG-1996
  - SG-2500
  - SG-I
  - SG-T
  - TSG
  - SG2000
  - SG3000
- SJ sorozat
  - SJ-500
  - SJ-800
- SL (Studio Lord) sorozat
- SX Series
  - SX-60
  - SX-80
  - SX-125
  - SX-800A
  - SX-800B
  - SX-900A
  - SX-900B

Basszusgitárok
- ATT Limited II (Yamaha ATTLTDII)
- BB Series
  - BB-414
  - BB-615
  - BB-550
  - BB-650
  - BB-800
  - BB-850
  - BB-1000
  - BB-1200
  - BB-2000
  - BB-2000F
  - BB-2000S
  - BB-5000
  - BB-G4A
  - BB-G4S
  - BB-G5A
  - BB-NES
  - BB-VI
  - BB-VIS
  - BB-VII
- RBX sorozat
- TRB sorozat

Elektro-Akusztikus gitárok
- apx
- cpx
- fax
- 5a

### Elektronikus hangszerek
Orgonák (hordozható elektromos orgonák)
- A-3
- YC-10
- YC-20
- YC-30
- YC-25D
- YC-45D

Digitális zongorák
- Clavinova CVP sorozat
- YPG sorozat

 Digitális színpadi zongorák
- CP300
- CP33
- Yamaha P-250

Elektronikus orgonák
- EL-25
- EL-40
- EL-900
- ELX-1
- AR-100
- AR-80
- STAGEA
  - ELS-01C
  - ELS-01
  - ELS-01X
  - ELB-01 Mini

Hordozható szintetizátorok
- Yamaha PortaTone (PSS) sorozat
- PortaSound (PSR/VSS) sorozat
- Yamaha PC-50
- Yamaha PSR-170
- Yamaha PSR-175
- Yamaha PSR-172
- Yamaha PSR-185
- Yamaha PSR-500M
- Yamaha PSR-9000
- Yamaha PSR-9000 Pro
- Yamaha PSR-S500
- Yamaha PSR-S700
- Yamaha PSR-S900
- Yamaha PSR-2000
- Yamaha PSR-1500
- Yamaha PSR-3000
- Yamaha PSR-A300
- Yamaha PSR-2100
- Yamaha PSR-1100
- Yamaha PSR-A1000
- Yamaha PSR-550
- Yamaha PSR-E213
- Yamaha VSS-30
- Yamaha VSS-100
- Yamaha VSS-200
- Yamaha Tyros
- Yamaha Tyros 2
- Yamaha DGX-200 sorozat
- Yamaha DGX-300 sorozat
- Yamaha DGX-500 sorozat
- Yamaha DGX 620
- Yamaha DJ-X sorozat

Zenei munkaállomások
- Yamaha SY55
- Yamaha SY77
- Yamaha SY99
- Yamaha SY85
- Yamaha EX5
- Yamaha QS 300
- Motif
- Motif ES
- Motif XS
- MM6
- Yamaha MO
- V50

Szintetizátorok
- Yamaha AN1x
- Yamaha CS1x
- Yamaha CS2x
- Yamaha CS-6x
- Yamaha CS-01
- Yamaha CS-10
- Yamaha CS-15
- Yamaha CS-20m
- Yamaha CS-30/CS-30L
- Yamaha CS-40m
- Yamaha CS-5
- Yamaha CS-50
- Yamaha CS-60
- Yamaha CS-70m
- Yamaha CS-80
- Yamaha DX7
- Yamaha DX11
- Yamaha FS1R
- Yamaha GX1
- Yamaha RM1x
- Yamaha S80
- Yamaha S90
- Yamaha S90 ES
- Yamaha SHS-10
- Yamaha VL1

Hanggenerátorok
- Yamaha MU-sorozat
- Yamaha TG77
- Yamaha TX7
- Yamaha TX802
- Yamaha TX81Z
- Yamaha VL70m

Fafúvós MIDI vezérlő
- Yamaha WX5
- Yamaha WX11
- Yamaha WX7

Hordozható eszközök
- Yamaha Miburi

### Professzionális audió
Analóg keverőpult
Digitális keverőpult
- M7CL
- 01v

Digitális hang keverő

### Otthoni elektronika
- Yamaha DSP-1
- Hangfelvevők
  - Yamaha MDR-1
  - Yamaha MDR-10

### Szintetizátor szoftverek
- S-YG20
- S-YXG50
- S-YXG70
- S-YXG100
- S-YXG100 PVL

### Hang chipek
- Yamaha YM2149
- Yamaha Y8950
- Yamaha YM2413
- Yamaha YM2151
- Yamaha YM2203
- Yamaha YM2608
- Yamaha YM2610
- Yamaha YM3526
- Yamaha YM3812
- Yamaha YMF262
- Yamaha YMF278
- Yamaha YM2612
- Yamaha YMF7xx (
- Yamaha YMU786

Egyéb termékek
- BODiBEAT
- VOCALOID
- VOCALOID2

## Külső hivatkozások
- Yamaha Pro Audio